# 還原光碟

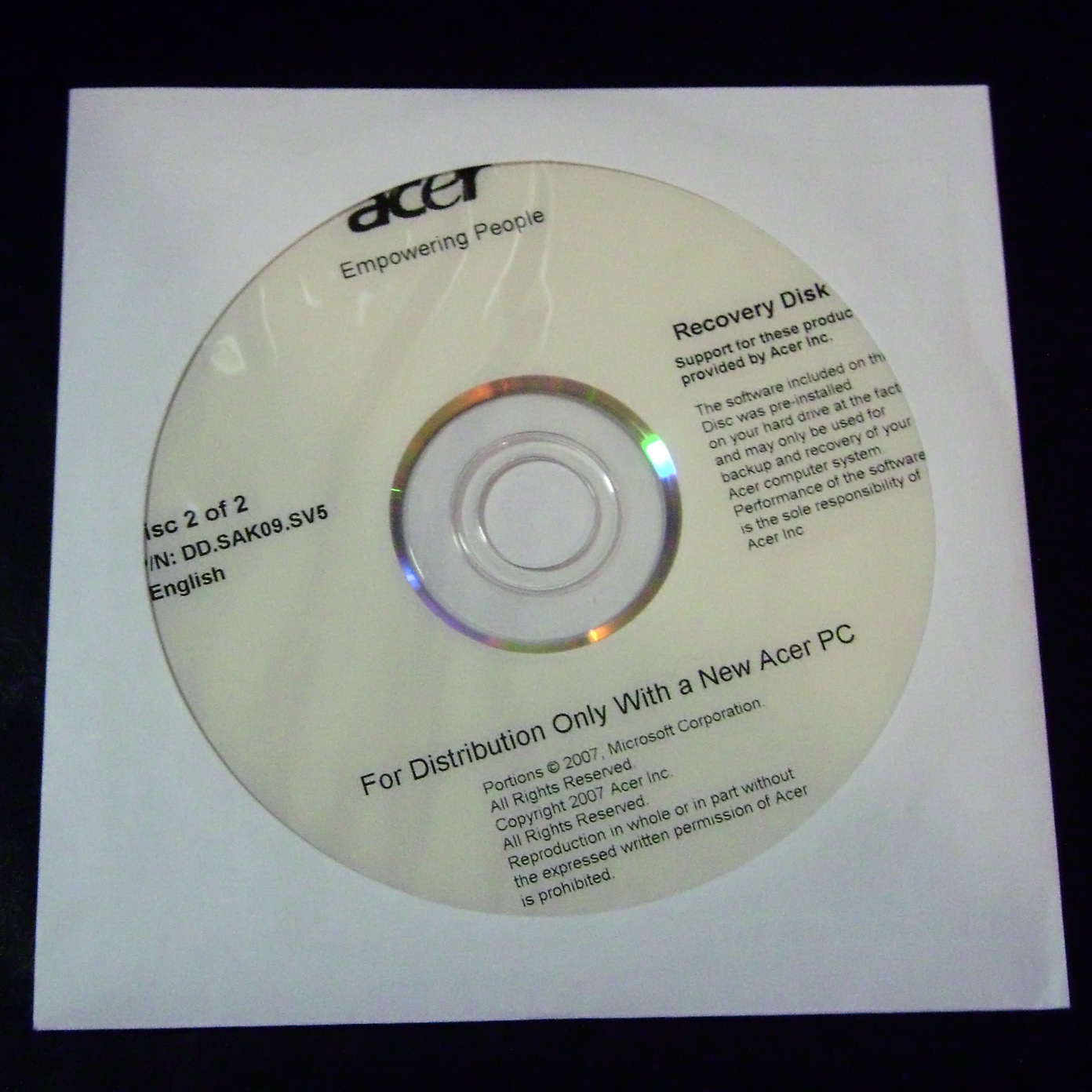
一张由宏碁提供的恢复光碟，标有“仅随附于单台新的宏碁PC”

还原光盘指的是一种经过原始设备制造商（OEM）或最终用户配置的，包含有出厂设置或个人偏好备份的裝置。OEM 提供的还原裝置常常随着全新的電腦一同提供，使用户可以重新格式化硬盘，重新安装操作系统和预装软件，以恢复到出厂时的状态。

## OEM 系统还原
大多数基于Microsoft Windows操作系统的OEM还原系统需要从一个单独的CD-ROM，DVD，或硬盘分区引导，以启动还原环境。在同意軟體和作業系統的許可協議（license agreement）後，還原程式將會把硬碟格式化並且開始複製作業系統和軟體的檔案。（不過有些還原系統
如惠普和Gateway所採用的還原系統也提供「非破壞性還原」的選項，這是一種在重新安裝作業系統前先備份資料的還原方式。在還原程序完成後，在第一次使用中，像是Windows OOBE（Out-Of-Box Experience）精靈（可能伴隨著其他額外的安裝）將會被執行。許多還原系統使用專業的軟體，像东芝和戴尔便使用 Norton Ghost 做為他們的還原系統。不過針對Windows Vista， 戴爾現在使用以Windows镜像文件格式為基礎的映像檔，並透過Windows恢复环境來進行系統還原。
一些较小的OEM厂商会随机附带专用的Windows安装光盘和设备驱动程式光盘，有时驱动程式會被整合在安装片之中。

### 还原磁区
近幾年來，某些 OEM 廠商已經漸漸不再製作還原光碟，而改為使用硬碟中的磁碟分區來儲存還原所需的資料。而要進入硬碟中的還原系統，通常是在電腦開機自我測試（POST）後，按下特定的組合鍵進入。而這種透過還原磁區運作的還原系統，因為資料本身就在硬碟中，少了光碟機讀取後再將資料寫入硬碟的程序，所以其還原速度通常會比透過光碟還原的系統快。透過這種方式，OEM 廠商也可以省下一些成本，因為它們不再需要於產品中附上會增加它們成本的還原光碟。
然而，假如硬碟發生故障，或是完全被格式化，或是還原磁區被覆蓋掉，還原磁區將會不見。所以廠商有時會附上能製作可開機還原光碟的軟體以便使用者能備份還原資料。另外，就算是那些具有還原磁區的電腦，它們的還原光碟有時也可以直接從OEM 廠商之處取得，而還原磁區有時也可以透過這些還原光碟加以重建回復。

## 磁盘映像还原
藉由像是Mondo Rescue、Acronis True Image、或 Norton Ghost 這類的磁碟映像軟體來製作可開機的還原光碟，可以使還原光碟有著OEM 廠商採用的還原裝置所具備的優點，而少了他們有的缺點。因為這些可開機的還原光碟將可以把系統還原到使用者所希望的初始狀態之下，舉例來說，使用者可以透過這種光碟安裝作業系統、所有的驅動程式、以及其它他們想要使用的程式，並且設置他們的個人設定。某些較小型的OEM 廠商甚至使用這些軟體所做出的還原光碟當做它們自己做出的還原光碟。

## 批评
因為還原光碟包含了電腦中所有的軟體和驅動程式，所以許多製造商便省去了產品CD而改用還原系統，以避免預載的軟體未經授權而被散播出去，因為還原系統通常會被鎖死在買來的電腦之上。
這將使安裝新版的作業系統變得更複雜，為了將新版作業系統的軟體及應用程式安裝回如同還原系統中所提供的狀態（不論是因為習慣或是必須），使用者必須再為遭鎖死至還原系統中的軟體購買一次新的授權，才可以獲得該軟體的安裝光碟，而且還得自行下載電腦硬體所需的驅動程式。
除此之外，如果系统的硬件配置改变了，新增硬件的驱动程式与其他支援將不會在還原資料中，因此需要用户重新安装这些硬件的驱动程式。
然而有些OEM廠商仍然會附上電腦所搭載的Windows作業系統的光碟，以及驅動程式和應用軟體的光碟。有時就算有還原磁區，廠商仍會附上這些光碟，因為如前文所提，如果就算系统本身拥有一个还原磁区，然而一旦硬碟故障、被換掉、或是还原磁区被删除時，还原資料將就隨之而失，除非用户拥有一套还原光碟。

## 另参见
- 主引导记录（MBR）